# Companies House
Das Companies House führt das Handelsregister im Vereinigten Königreich. Es handelt sich dabei – anders als in Deutschland – nicht um ein Gericht, sondern um eine dem Wirtschaftsministerium unterstellte Verwaltungsbehörde mit Sitz in Cardiff und Filialen in London, Edinburgh und Belfast.
Aufgabe des seit 1844 bestehenden Companies House ist die Eintragung und Löschung von Gesellschaften nach britischem Recht ins Register. Sie prüft und speichert zudem meldepflichtige Informationen der Gesellschaften und stellt sie der Öffentlichkeit zur Einsichtnahme zur Verfügung. Für Gesellschaften in England und Wales ist die Hauptverwaltung in Cardiff oder die Filiale in London und für schottische Gesellschaften ausschließlich die Filiale in Edinburgh zuständig.

## Kontroversen
Wirtschaftsminister Vince Cable öffnete 2011 die Registrierung bei Companies House für nicht authentifizierte, private Internetnutzer. Damit wurde es möglich, Firmen mit einem ähnlichen Aufwand zu gründen, wie zum Erstellen eines Kontos in Sozialen Medien nötig ist. Die gemachten Namensangaben werden nach Recherchen des Guardian vom Juli 2019 nicht referenziert, so dass Privatleute unter falschem Namen Firmen gründen, mit diesen Firmen dann Bankkonten eröffnen und Geschäfte tätigen können. Damit wurde das Vereinigte Königreich beliebt bei Geldwäschern und Betrügern, die ihre wahre Identität mit Hilfe des Companies House von ihren Bankgeschäften abkoppeln und sich so einer Strafverfolgung entziehen können. Dazu gilt eine Firmenadresse im Vereinigten Königreich als glaubwürdiger als eine Adresse in bekannten Steueroasen, was insbesondere Betrügern hilft. Schlüsselbeteiligte im Geldwäscheskandal um die Danske Bank haben etwa ihre Identität über das Companies House erfolgreich versteckt. Ernsthafte Maßnahmen zum Abstellen dieser Missstände wurden von der Politik im Vereinigten Königreich auch nach Jahren nicht ergriffen.